# Henrik IV. Pravični
Henrik IV. Pravični (latinsko Probus, poljsko Henryk IV Probus ali Prawy, nemško Heinrich IV. der Gerechte)  iz šlezijske veje poljske kraljeve dinastije Pjastov je bil od leta 1266 vojvoda Šlezije s sedežem v Vroclavu in od leta 1288 do svoje smrti veliki vojvoda krakovske Seniorske province, * okoli 1258, † 23. junij 1290.

## Življenje
Henrik IV. je bil edini sin šlezijsko-vroclavskega vojvode Henrika III. in njegove prve žene Judite, hčerke mazovskega vojvode Konrada I.

### Skrbništvo  Vladislava Salzburškega in češkega kralja Otokarja II.
Ob očetovi smrti leta 1266 je bil Henrik mladoleten in je dobil skrbništvo svojega strica, salzburškega nadškofa Vladislava. Nadškof se je odločil, da stalna potovanja med Vroclavom  in Salzburgom za otroka niso primerna  in je leta 1267 Henrika  poslal v Prago, da bi ga vzgajali na dvoru češkega kralja Otokarja II. Otokar je po Vladislavovi smrti leta 1270 prevzel oblast tudi v Vroclavu.
Kmalu po stričevi smrti se je Henrik vrnil v Vroclav, kjer se je znašel pod neposrednim skrbništvom Simona Gallicuse, enega najbližjih svetovalcev svojega pokojnega očeta. Henrik je bil deležen skrbne izobrazbe, kar lahko pojasni njegovo poznejše zanimanje za kulturo in poezijo. Obstajajo utemeljene domneve,  da je vojvoda napisal nekaj pesmi v stari poljščini. Sodelovanje med Henrikom in kraljem Otokarjem II. je bilo zgledno. Leta 1271 je Henrik sodeloval na Otokarjevem pohodu proti Ogrski, ki je imel za posledico napad Madžarov in njihovih zaveznikov, velikopoljskih in malopoljskih vojvod,  na Vroclav.
Leta 1273 je bil Henrik uradno  razglašen za polnoletnega in je sam prevzel oblast v svojem delu Šlezijske vojvodine, ki je po razdelitvi na Opole, Legnico in Glogov obsegala le vzhodni del Spodnje Šlezije. Začel je izvajati politiko večje neodvisnosti od Češke in svojih, sicer prijateljsko razpoloženih, bratrancev Vladislava Opolskega  iz Gornje Šlezije in Przemisla II. Velikopoljskega.

### Ugrabitev
Henrik je leta 1276 podprl kralja Otokarja II. v njegovem ostrem spopadu z nemškim kraljem Rudolfom I. Habsburškim in dal hrano in zatočišče češkim četam. Ko je cesar Otokarja izobčil, je legniški vojvoda Boleslav II. Plešasti izkoristil priložnost in leta 1277 aretiral svojega nečaka.
Na Henrikovo srečo je aretacija sprožila val ogorčenja. Otokarjeva poljska zaveznika, vojvoda Henrik III. iz Glogova in vojvoda Przemisl II. iz Velikopoljske, sta poskušala doseči Henrikovo osvoboditev, češki kralj pa je Boleslavu II. poslal grozilne pozive in prošnjo za izpustitev. Herikove zaveznike je v krvavi bitki pri Stolcu 24. aprila 1277 porazil Henrik V. Debeli in ujel Przemisla II. in Henrika III.
Henrika IV. so osvobodili šele konec leta, ko so njegovega glavnega zaveznika Otokarja II. v bitki pri Marchfeldu porazile cesarske in ogrske čete. Henrik IV. je bil prisiljen dati Boleslavu II. tretjino svojega vojvodstva, vključno z mestoma Środa Śląska in Strzegom, in zastaviti Krosno Odrzańskie, ki ga je dobil od vojvod Glogova  v letih 1273–1274, da bi dobil denar za svojo odkupnino.

### Smrt Otokarja II.
Henrik se ni udeležil bitka pri Marchfeldu, vendar je tja poslal svoje okrepitve. Smrt Otokarja II. je za vroclavskega vojvodo pomenila tažak udarec. Ko je Karel izvedel za kraljevo smrt,  je odšel v Prago in poskušal kot eden od njegovih najbližjih sorodnikov dobiti skrbništvo nad kraljevim sinom Venčeslavom II.
Načrte mu je preprečil nemški kralj Rudolf I., ki je kot cesar Svetega rimskega cesarstva regentstvo nad Češko  predal askanskemu mejnemu grofu Otonu V. Henriku IV. je kot odškodnino dal v fevd češko grofijo Kladsko.

### Poklon kralju Rudolfu I. leta 1280
Po smrti svojega češkega zaveznika se je Henrik IV. spravil s kraljem Rudolfom I. in leta 1280 odšel na njegov avstrijski dvor na Dunaju, kjer je poskušal pridobiti poljsko kraljevo krono. Pred tem je sklenil zavezništvo z opolskim vojvodom Vladislavom, ki mu je obljubil pomoč pod pogojem, da po pridobiti kraljeve investiture njegovo hčerko, morda Konstanco, s katero se je malo pred tem poročil, krona za poljsko kraljico. 

### Poskusi pridobitve vrhovne oblasti nad Šlezijo in celotno Poljsko
Odnosi Henrika IV. z njegovimi šlezijskimi sorodniki na splošno niso bili dobri. Leta 1280 je ponovno utrpel invazijo vojvode Henrika V. Debelega Legniškega, ki ga je podpiral brandenburški mejni grof. Henrik IV. se ji je nenavadno težko uprl.   
Da bi se razmere normalizirale, je Henrik IV.  februarja naslednje leto organiziral sestanek v Sądowelu, vasi v Vroclavski vojvodini, da bi našli način za medsebojno sodelovanje šlezijskih vojvod. Henrik IV. je imel v resnici drugačne načrte: nemudoma je aretiral svojega dolgoletnega sovražnika, vojvodo Henrika V. Debelega Legniškega, pa tudi svoja zaveznika, vojvodo Henrika III. Glogovskega in Przemisla II. Velikopoljskega, da bi od njih pridobil koncesije. Przemisl  II. je bil prisiljen predati strateško malopoljsko deželo Wieluń, znano tudi kot Ruda, priznati nadoblast Henrika IV. ter se mu pokloniti. 
V naslednjih letih se je pozitivna politika Henrika IV. odrazila v prostovoljni podreditvi šlezijskih vojvod Przemka iz Ścinawe in Bolka I. iz Opol. Ponovna združitev Šlezije se je zdela dosegljiva.
Njegove oblasti niso bili pripravljeni sprejeti vsi šlezijski vojvode.  Bolko I. Strogi, Konrad II. Grbavec in trije od štirih sinov Vladislava Opoljskega - Kazimir iz Bytoma, Mješko I. iz Cieszyna in Przemislav iz Raciborza,  so bili absolutno  proti Henrikovi politiki. Pri opolskih vojvodah je bilo stanje zaradi sorodstvenih vezi bolj zapleteno.  Prvi poskus Henrika IV., da prevzame oblast v krakovskem Senioratu ni bil uspešen.

### Spor z vroclavskim škofom Tomažem II.
Henrik IV. je bil  vpleten v dolgotrajen  spor z vroclavskim škofom Tomažem II. Zarembo. Prva faza spora v letih 1274-1276 se je končala z arbitražo, s katero ni bila zadovoljna nobena sprta stran. Spori so ponovno izbruhnili leta 1282, tokrat zaradi zemljišč in posesti, ki jih je cerkev zasegla v težkem obdobju po bitki pri Legnici, in zaradi kršitve imunitete cerkvene hierarhije v sodnih procesih.
V začetku leta 1282 se je škof pritožil papeškemu legatu in razsodniku Filipu iz Ferna. Filipova odločitev je bila ugodna za cerkveno hierarhijo in Henrik IV. se je nanjo pritožil. Napetosti so se nadaljevale tudi po veliki škofovski konvenciji v Nysi leta 1283, ki jo je organiziral Henrik IV. Tomaž II. je ob podpori papeškega legata in v želji, da bi zlomil uporništvo Henrika IV., marca 1284 izobčil njega in celotno vojvodino. Vroclavski vojvoda se ni nameraval podrediti škofovi volji in se je istega leta obrnil na papeža Martina IV. Kmalu je postalo jasno, da iz Rima ne more pričakovati pozitivnega odgovora. Prizadevanjem Tomaža II., da bi lokalno duhovščino podredil svoji oblasti, se je uprlo tudi več lokalnih  verskih redov, vključno s frančiškani, in zvesto ostalo Henriku IV. Konflikt se je nadaljeval tudi po neuspešnih poskusih posredovanja gnjeznenskega nadškofa Jakuba Świnke.
Leta 1285 je Henrik IV. izkoristil svojo moč nad duhovščino in zaplenil nekaj zemljišč škofijske vojvodine Nysa–Otmuchów. Ponižani škof Tomaž II. je bil prisiljen emigrirati v vojvodino Racibórz. Zadnje dejanje spora se je zgodilo leta 1287, ko je Henrik IV. vstopil v Racibórz. Tomaž II. ni imel drugega izhoda, kot da se podredi vroclavskemu vojvodi. Henrik IV. je bil po svojem zmagoslavju velikodušen.  Cerkvi je vrnil zasežena zemljišča in ustanovil Kolegij, posvečen Svetemu križu.
V zunanji politiki si je Henrik IV. še naprej prizadeval podrediti druge šlezijske  vojvodine, kar bi mu lahko posredno prineslo kraljevo krono. Leta 1284 je izkoristil izdajo velikopoljske plemiške družine Zaremba kot pretvezo, da zavzame Kalisz. Kmalu je postalo jasno, da velikopoljski vojvode nikoli ne bodo sprejeli te izgube, zato je po nekaj pogovorih Kalisz zamenjal z mestom Ołobok vojvode Przemisla II.

### Veliki vojvoda Poljske
30. septembra 1288 je Lešek II. Črni, vojvoda Sieradza in veliki vojvoda Poljske, umrl brez potomstva. Njegova smrt je dala Henriku IV. priložnost, da uresniči svoje ambiciozne načrte pridobitve Krakova in naslova velikega vojvode. Da bi to dosegel, je leta 1287, ko se je pomiril s Przemislom II. in mu vrnil Wieluń, začel iskati primerne zaveznike za dosego cilja. Tik pred tem so se začele priprave na prvo koalicijo vojvod Pjastov, ki so jo oblikovali Lešek II. Črni, Henrik IV., Przemisl  II. in Henrik III. Glogovski, ki je imela namen združiti Poljsko. Ne glede na to se je Henrik IV. po smrti Leška II. pripravil na samostojno akcijo.
Glavna tekmeca Henrika IV. za krakovski prestol sta bili polbrat Lešeka II. Vladislav I. Kratki in Boleslav II. Plocki, ki je računal na podporo malopoljskega plemstva, vendar je ni dobil. 26. februarja 1289 je potekala krvava bitka pri Siewierzu med vojsko vojvod Plocka in Kujvije  ter vojsko Henrika IV., ki so ga podpirali kralj Rudolf I. in vojvode Opol, Glogova  in Ścinawe.  Bitka se je končala z zmago mazovsko-kujavske koalicije. Henrikov zaveznik vojvoda Przemko Ścinawski je bil ubit, vojvoda Bolko I. Opolski pa  resno ranjen in ujet.
Vojvoda Boleslav II. Plocki je kljub zmagi nepričakovano odstopil od svojih zahtev in prepustil celotno krakovsko dediščino Vladislavu I. Kratkemu. Slednjemu je s pomočjo krakovskega škofa Pavla iz Półkozica uspelo zavzeti grad Wawel ter prisiliti šlezijske čete, da so se umaknile v Skalo.
Henrik IV. je ponovno zbral svoje sile in avgusta 1289 na čelu svoje vojske osebno odkorakal proti Krakovu. S pomočjo izdaje krakovskih meščanov in frančiškanov je zasedel mesto mesto in bil priznan za velikega vojvodo Poljske.

### Notranja politika
Henriku IV. je med njegovo  vladavino uspelo okrepiti osrednjo oblast v njegovi vojvodini in izboljšati njeno gospodarstvo. Podpiral je razvoj rudarstva in mest, od katerih so mnoga prejela nemško mestno pravo in različne privilegije. Bil je tudi izobražen človek, tekoče govoril več jezikov in aktivno podpiral zahodno dvorno kulturo in viteški etos. Sam Henrik je bil nadarjen pesnik. Dve njegovi pesmi sta bili zapisani v Codex Mannese.

## Smrt
Henrik IV. je nenadoma umrl leta 1290, star komaj dvaintrideset let. Podrobnosti njegove smrti v opisu kronista Otokarja Štajerskega so dokaj zanesljive, verodostojnost drugih pa je vprašljiva. Datum njegove smrti je v različnih virih različen. Najverjetnejši je 23. junij, omenjajo pa se tudi 24. junij, 22. julij in celo april.
Po pisanju Otokarja Štajerskega je Karel IV. želel postati poljski kraj in prosil papeža za dovoljenje za kronanje. Pogajanja so bila uspešna in Karel je papežu poslal za darilo 12.000 griven. Na poti je bilo 400 griven ukradenih, kar je papeža tako razbesnelo, da je prekinil pogajanja s Henrikom. Storilec je ušel papeževemu besu in beneškemu dožu, Karel pa ga je nameraval kaznovati. Da bi preprečili Karlovo maščevanje, so se odločili, da se ga bodo znebili. Na dvoru v Vroclavu so zaposlili lažnega odvetnika, brata enega od vojvodovih zdravnikov, ki je počasi zastrupljal Henrika. Drug Henrikov zdravnik, ki je prepoznal zastrupitev, bi ga lahko rešil  
pred neizbežno smrtjo. Morilci so nazadnje zastrupili nož, s katerim je Karel rezal kruh. Ko so to odkrilil, je bilo že prepozno. Henrik se je pred smrtjo odločil, da ne bo preganjal ali kaznoval svojih morilcev. Potrjenih je samo nekaj elementov te zgodbe.

### Oporoka
Po poročanju kronistov je umirajoči Henrik IV. napisal dva dokumenta. S prvim je vroclavski škofiji podelil popolno suverenost nad vojvodino Nysa–Otmuchów. Drugi dokument je bila njegova oporoka. Vojvodino Vroclav je zapustil glogovskemu vojvodi Henriku III., Krakov z naslovom velikega vojvode pa Przemislu II. Po smrti enega od njiju bi lahko drugi prevzel posesti prvega. 
Mnogo  zgodovinarjev verjame tudi v obstoj tretjega dokumenta. Če je to res, bi bil to korak k ponovni združitvi Poljske. Henrik IV., ki je bil očrnjen, zlasti v zgodnejših virih, je bil v resnici zavesten zagovornik interesov Poljske in pravi domoljub. Oporoka Cerkvi, razen vrnitve  Kłodzkega češkemu kralju Venčeslavu II., je bila  v celoti izvedena. 
Henrik IV. je bil pokopan v Kolegiju svetega križa in sv. Bartolomeja v Vroclavu, ki ga je ustanovil prav on.
Henrik V. Debeli je s podporo češkega kralja Venčeslava II. zavzel Vroclav, potem ko lokalno plemstvo ni hotelo sprejeti vladavine Henrika III. Glogovskega. Sam Venčeslav II.  je dobil Seniorsko provinco,  vojvoda Przemisl II. pa je lahko obdržal naslov velikega vojvode.
Med drugo svetovno vojno so nemški antropologi želeli dokazati »germanski videz« Henrika IV., zato so testirali njegove posmrtne ostanke. Ostanki so se med vojno izgubili, sarkofag pa je zdaj v Narodnem muzeju v Vroclavu.

## Zakonski zvezi
Okrog marca 1280 se je Henrik IV. poročil s hčerko opolskega vojvode Vladislava, ki se je morda imenovala Konstanca. Po skoraj sedmih letih zveze brez otrok je dosegel razveljavitev zakona zaradi neplodnosti, čeprav temu dejstvu sodobni zgodovinarji oporekajo. Profesorica in zgodovinarka Ewa Maleczyńska je trdila, da je bil pravi razlog za ločitev Henrikova ljubezenska zveza s kasnejšo ženo Matildo.
Do leta 1288 se je poročil drugič, tokrat  z Matildo,  hčerko brandenburško-salzwedelskega mejnega grofa Otona V. Visokega. Tudi ta zakon je ostal brez otrok.